# Jacoba Maria van Nickelen
Jacoba Maria van Nickelen (Haarlem, c.1690, - Ámsterdam, 1749) fue una pintora neerlandesa del siglo XVIII.

## Biografía
Nació en el seno de una antigua familia de pintores de Haarlem: su abuelo Isaak van Nickelen fue pintor de interiores de iglesia y su padre Jan van Nickelen pintor de paisajes.
Según el Rijksbureau voor Kunsthistorische Documentatie se dedicó principalmente a la pintura de bodegones de fruta y flores, mostrando en su trabajo los mismos elementos que se encuentran en las obras de Cornelia van der Mijn, hija de su profesor, Herman van der Mijn. Estuvo activa en la corte del elector palatino Johann Wilhelm, en la que además de Cornelia, trabajaron las pintoras Adriana Spilberg y Rachel Ruysch. Contrajo matrimonio con el pintor Willem Troost y tuvo ocho hijos, de los que únicamente dos sobrevivieron a la infancia.